# Lsjbot

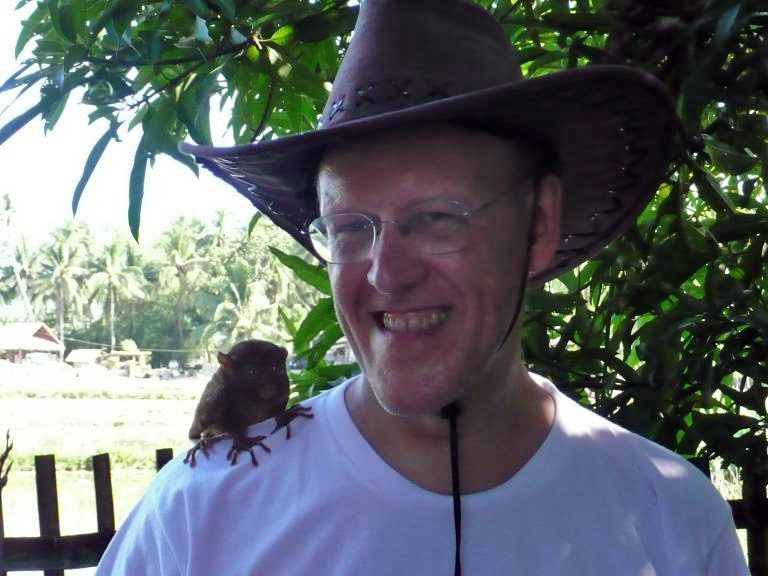
Lsjbot的开发者斯韦克·约翰松

Lsjbot是一个在维基百科上自动创建条目的程序或网络机器人，其开发者为瑞典语维基百科的维基人斯韦克·约翰松。

## 历史
Lsjbot于2012年1月30日创建。截至2014年7月，该机器人已在维基百科创建了270万篇条目（平均每天可以创建约1万篇条目），占条目总数的8.5%，其中有三分之一属瑞典语维基百科，三分之二属宿务语维基百科和瓦瑞语维基百科（宿务语是约翰松妻子的母语）。截至2019年，该机器人已累计创建了950万篇条目（平均每天可以创建约4千篇条目）。不过，也有批评观点认为机器人创建的小作品缺乏拥有实际意义的内容。2014年7月，华尔街日报发文介绍这种机器人，引起国际性关注。悉尼先驱晨报将其与人类历史上出版书籍最多的作家菲尔·帕克相提并论，帕克出版的书籍多达8.5万本，它们都是由计算机完成，每部费时还不到一小时。还有媒体将这个机器人的开发与美联社宣布准备用机器人写报道一事联系起来。
2013年6月15日，瑞典语维基百科的条目数达到100万，成为第8个达到这一目标的维基百科语言版本。第100万个条目就是由Lsjbot创建，它已在瑞典语维基百科创建了约45.4万个条目，占条目总数的近一半。
Lsjbot自2016年11月后不再活跃于瑞典语维基百科。2020年，瑞典语维基百科加快了对Lsjbot创建条目的清理进程。截至2022年9月，瑞典语维基百科条目数由2017年12月时的379万骤减至255万。

## 工作范围
根据其在瑞典语维基百科的用户页，该机器人主要用于创建世界上所有的生物物种条目。目前它已经创建了所有的鸟类与昆虫条目。而它的长期目标是创建上百万个维基百科未记载的物种条目。
Lsjbot的另一项工作是在瑞典语维基百科创建与菲律宾有关的条目。该机器人能够利用塔加洛语维基百科中相关条目的信息去创建菲律宾乡村的小作品条目。
约翰松说他不会让机器人调用相关数据库去创建可能涉及地域中心的主题的条目，例如现代公司。
该机器人亦活跃于宿务语维基百科和瓦瑞语维基百科，并创建了这两种语言版本的绝大多数条目。宿务语维基百科也因此成為條目第二多的維基百科。截至2020年2月，宿务维基百科中的2950万次编辑中的2400万次编辑是由Lsjbot做出的。此外，由於瑞典語維基百科和瓦瑞语维基百科未能就Lsjbot創建新條目達成共識，Lsjbot不再在這這兩個維基中創建條目，同時Lsjbot仅负责完善宿务语维基百科的條目，Lsjbot在宿务语维基百科创建条目的工作也暫時停止。